# Bartholomeus Eggers

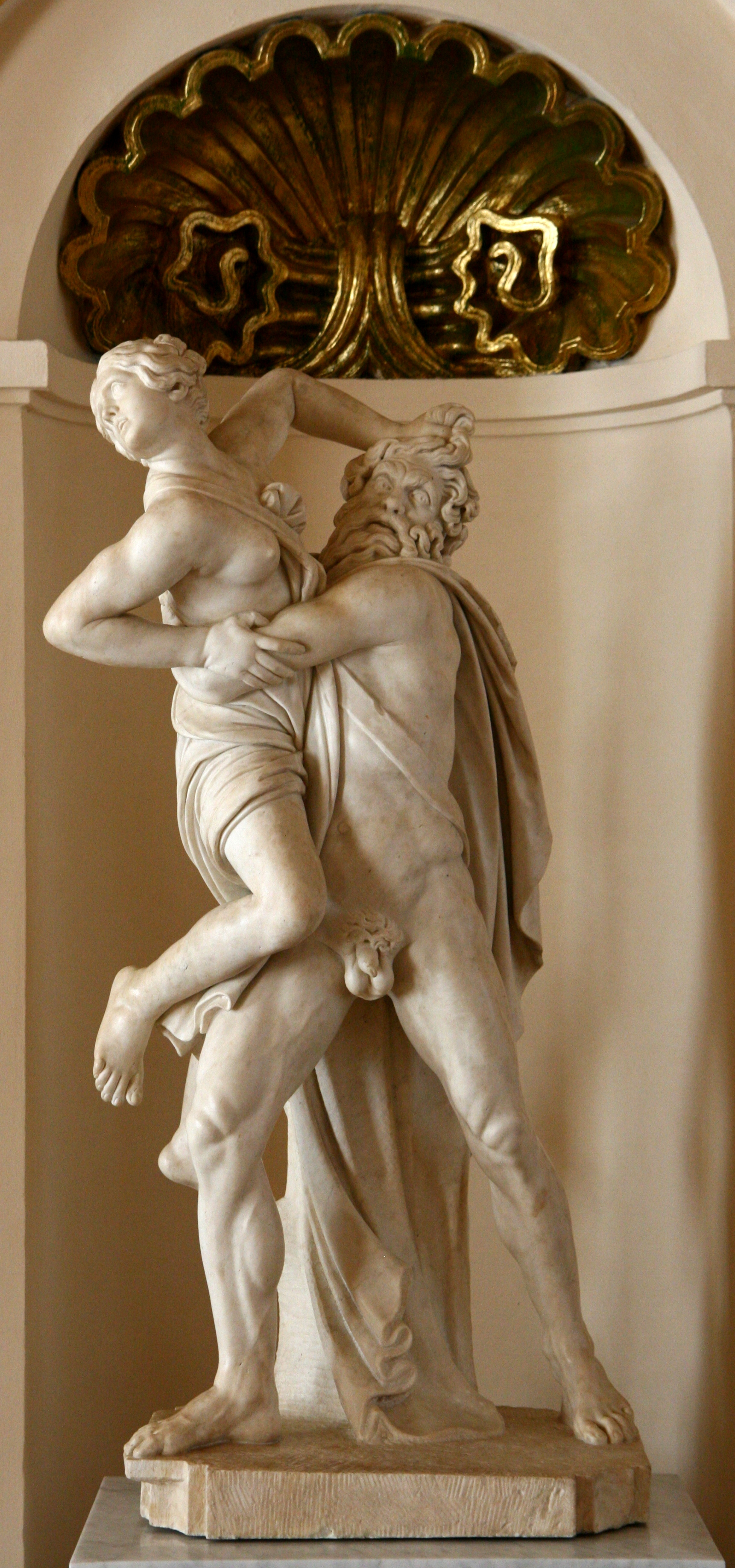
Violación de Proserpina

Bartholomeus Eggers (c. 1637 - antes del 23 de febrero de 1692) fue un escultor flamenco que, tras formarse en su ciudad natal, Amberes, pasó la mayor parte de su carrera activa en la República Holandesa . Aquí colaboró inicialmente con otros escultores flamencos en las decoraciones escultóricas para el nuevo ayuntamiento de Ámsterdam, un proyecto que estuvo bajo la dirección de Artus Quellinus el Viejo . Trabajó en varios proyectos públicos y en encargos para las principales cortes de Europa. Es conocido por sus retratos, esculturas funerarias, relieves, estatuas de niños y esculturas alegóricas, bíblicas y mitológicas. Fue, junto con Artus Quellinus el Viejo y Rombout Verhulst, uno de los principales escultores activos en la República Holandesa en la segunda mitad del siglo XVII.

## Vida
Bartholomeus Eggers nació en Amberes, hijo de Bernaert Eggers, un jardinero, y Elisabeth van Ouwenhuysen (o Oudenhuysen). Tenía un hermano llamado Jacob (o Jacobus) que también se convirtió en escultor pero murió relativamente joven. En el año gremial 1646-1647, se inscribió en el Gremio de San Lucas de Amberes estudiando escultura como alumno de Pieter Verbrugghen I. El registro del Gremio señala que era un alumno pobre que no pagaba sus cuotas del Gremio, pero se inscribió para el registro. 

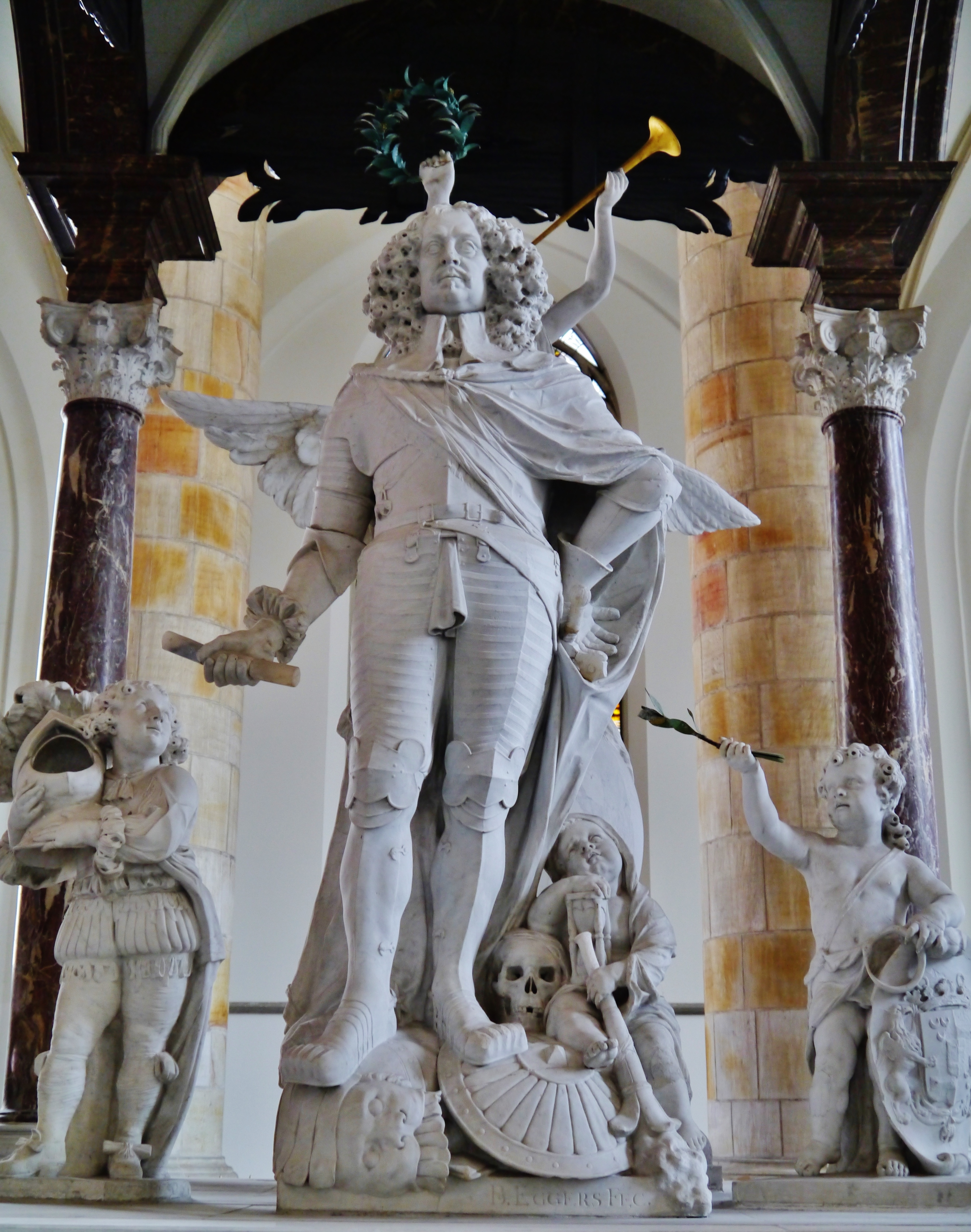
Cenotafio de Jacob van Wassenaer, Iglesia de St James, La Haya

Su maestro Verbrugghen fue el fundador de un importante taller de escultura en Amberes y el cuñado del destacado escultor de Amberes Artus Quellinus el Viejo . Tras estudiar en Italia, donde trabajó en el taller de su compatriota François Duquesnoy, Quellinus regresó a Amberes en 1640. Trajo consigo una nueva visión del papel del escultor. El escultor ya no debía ser un ornamentalista, sino un creador de una obra de arte total en la que los componentes arquitectónicos fueran sustituidos por esculturas. Consideraba que el mobiliario de la iglesia que se le encargaba era una ocasión para crear composiciones a gran escala, incorporadas al interior de la iglesia.  A partir de 1650, Quellinus trabajó durante quince años en el nuevo ayuntamiento de Ámsterdam junto con el arquitecto principal Jacob van Campen. Este proyecto de construcción, llamado ahora Palacio Real del Dam, y en particular las decoraciones de mármol que Quellinus y su taller realizaron, se convirtieron en un ejemplo para otros edificios de Ámsterdam. Quellinus invitó a muchos escultores de su Amberes natal a ayudarle en la realización de este proyecto, muchos de los cuales, como su primo Artus Quellinus II, Rombout Verhulst y Gabriël Grupello, se convertirían en destacados escultores por derecho propio. Eggers fue también uno de los escultores que dejó Amberes para trabajar en Ámsterdam entre 1650 y 1654 para participar en este proyecto a gran escala. No se puede identificar su contribución exacta, ya que se trató de un trabajo de colaboración. Las decoraciones escultóricas del ayuntamiento de Ámsterdam consolidaron la reputación internacional de Quellinus y de su taller, lo que dio lugar a muchos otros encargos en el extranjero para el taller de Quellinus, como en Alemania, Dinamarca e Inglaterra. Esto contribuyó a la difusión del lenguaje barroco flamenco en Europa.

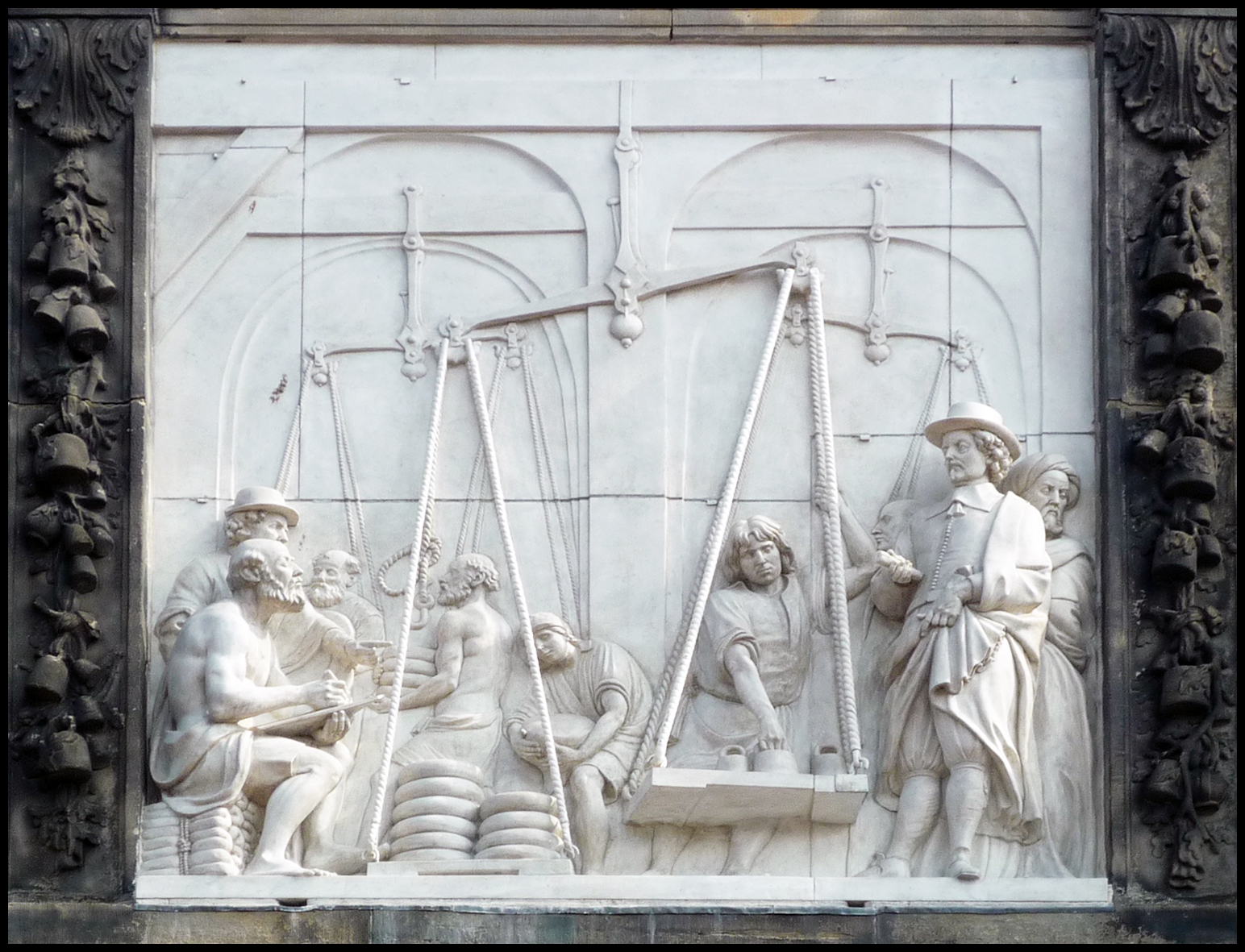
Relieve del Waag en Gouda

Eggers permaneció en el taller de Quellinus hasta 1663, año en el que se inscribió como maestro en el Gremio de San Lucas de Ámsterdam y comenzó a trabajar como maestro independiente. Ese mismo año consiguió un importante encargo de Federico Guillermo, príncipe elector de Brandeburgo, posiblemente por recomendación de Juan Mauricio, príncipe de Nassau-Siegen, que residía en La Haya y probablemente ya era uno de sus mecenas. En 1664, el príncipe Juan Mauricio encargó un retrato de busto en mármol para el jardín de la Mauritshuis, la residencia del príncipe en La Haya. El Príncipe mandó trasladar el original a la cámara funeraria (Fürstengruft) de Siegen que se había hecho construir en 1670. En 1986 se colocó una copia de la estatua hecha en plástico en la Mauritshuis, que ahora es un museo. El busto fue retirado de la Mauritshuis en 2017 en medio de la controversia sobre la historia colonial de Holanda y el papel del príncipe Juan Mauricio en la trata de esclavos. El museo de la Mauritshuis ha negado que la retirada tuviera algo que ver con la polémica y ha afirmado que la decisión se tomó porque el objeto era únicamente una copia hecha de plástico y el museo no podía ofrecer el contexto histórico necesario para él en el vestíbulo de la Mauritshuis, donde estaba expuesto.
Otro encargo importante para Eggers fue el del monumento de Jacob van Wassenaer Obdam, almirante de la flota holandesa, muerto en 1665 en la batalla de Lowestoft contra los ingleses. Eggers venció al escultor Rombout Verhulst en un concurso para el encargo redactado por los Estados Generales de la República Holandesa. Eggers probablemente se mudó a La Haya para completar el monumento que se creó para la Iglesia de St James en La Haya, ya que fue registrado como maestro del Gremio de San Lucas de La Haya en 1665. El monumento se completó en 1667. 
En los años 1668 y 1669, Eggers trabajó en un relieve que mostraba a personas pesando queso y que fue realizado para la fachada del Waag (casa de pesaje) de Gouda. En la década de 1670, Eggers regresó a Ámsterdam. Aquí se casó con Margreta Ruytiers (nacida en 1651) el 19 de febrero de 1672. La pareja tuvo en 1674 una hija superviviente llamada Johanna Margaretha, que posteriormente se casó con Cornelis Stichter, editor y librero.

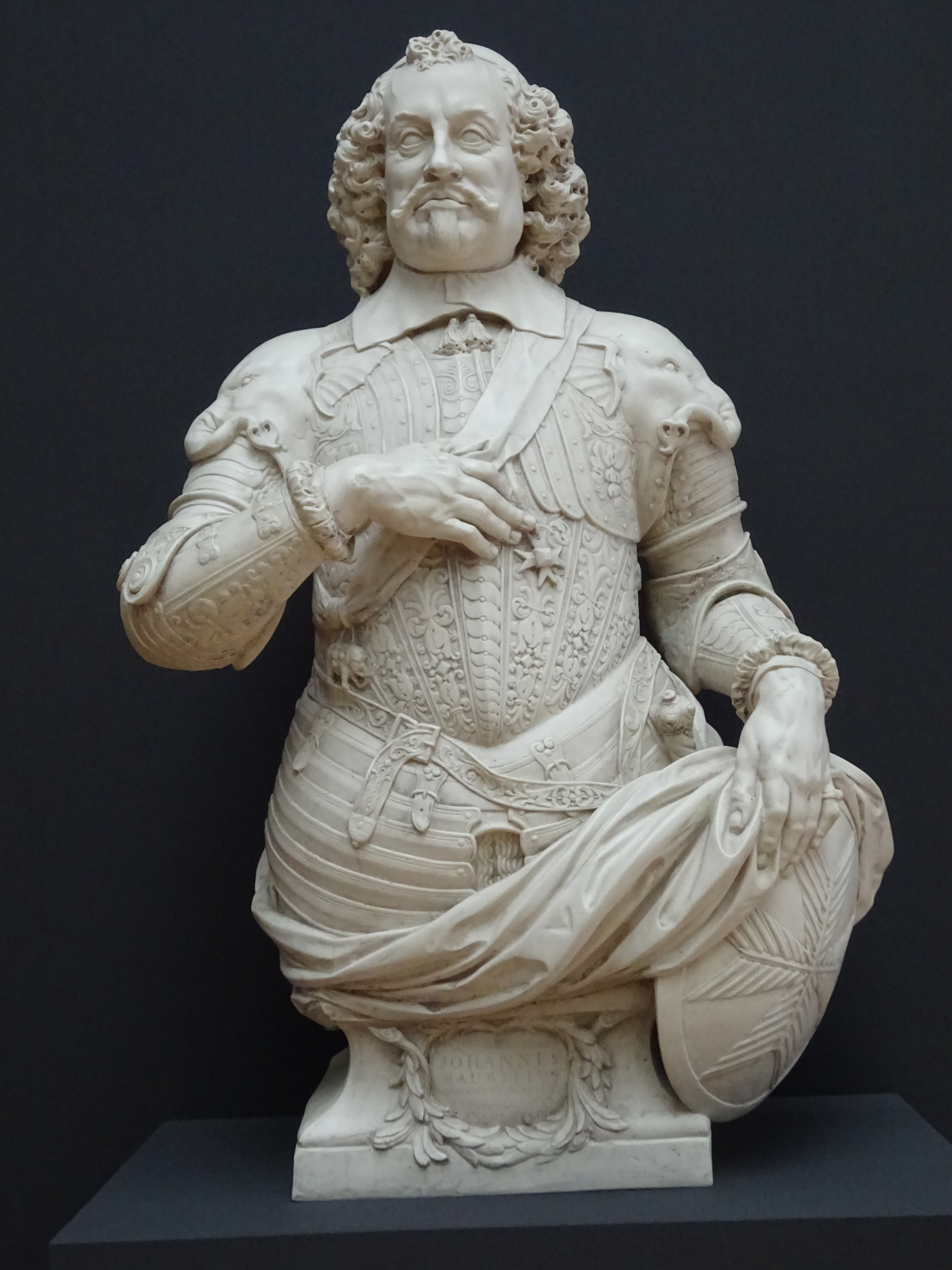
Retrato de Juan Mauricio, Príncipe de Nassau-Siegen (copia)

Eggers siguió recibiendo encargos de mecenas locales y extranjeros, tanto aristócratas como civiles. El elector de Brandeburgo y el príncipe Juan Mauricio siguieron siendo importantes mecenas. Realizó modificaciones en el Mausoleo de Carel Hieronymus de Inn- y Kniphuisen realizada por Rombout Verhulst en la iglesia reformada holandesa de Midwolde (Westerkwartier).  En 1687 y 1688 trabajó en Berlín para completar las estatuas de mármol de doce electores de Brandeburgo y cuatro emperadores antiguos y medievales para el Palacio de Berlín.
Se cree que murió antes del 23 de febrero de 1692, probablemente en Ámsterdam.

## Obras
Eggers fue un escultor versátil que trabajó en mármol, piedra y terracota. Creó principalmente retratos de personajes contemporáneos o históricos, elementos arquitectónicos decorativos y estatuas, esculturas funerarias, relieves y estatuas de niños y esculturas alegóricas, bíblicas y mitológicas.
El monumento a Jacob van Wassenaer Obdam fue una de sus primeras obras maestras que le valió muchos de sus encargos posteriores. Actualmente se cree que las afirmaciones póstumas de que el diseño del monumento fue realizado por Cornelis Moninx y no por el propio Eggers no están fundamentadas. En este encargo, Eggers optó por utilizar el dispositivo del dosel, que ya había sido utilizado por Hendrick de Keyser para la tumba de Guillermo de Orange. El monumento incluye un retrato de pie de van Wassenaer, comparando así al almirante con los héroes de la Antigüedad. El grupo de figuras detrás del héroe, formado por una alegoría de la Fama y un águila con un globo terráqueo y rayos en sus garras, enfatiza aún más la noción de apoteosis del héroe. El monumento muestra que Eggers tenía clara la intención propagandística de los Estados Generales al encargar el monumento, ya que se trataba de mostrar el heroísmo de los ciudadanos que defendían la causa de la República frente al poder de la élite aristocrática representada por los Stadtholders de Orange. La reputación de héroe del almirante van Wassenaar estaba intacta, ya que el diario de viaje de un turista inglés de 1705 lo describe como un valiente héroe.